# Piñatex

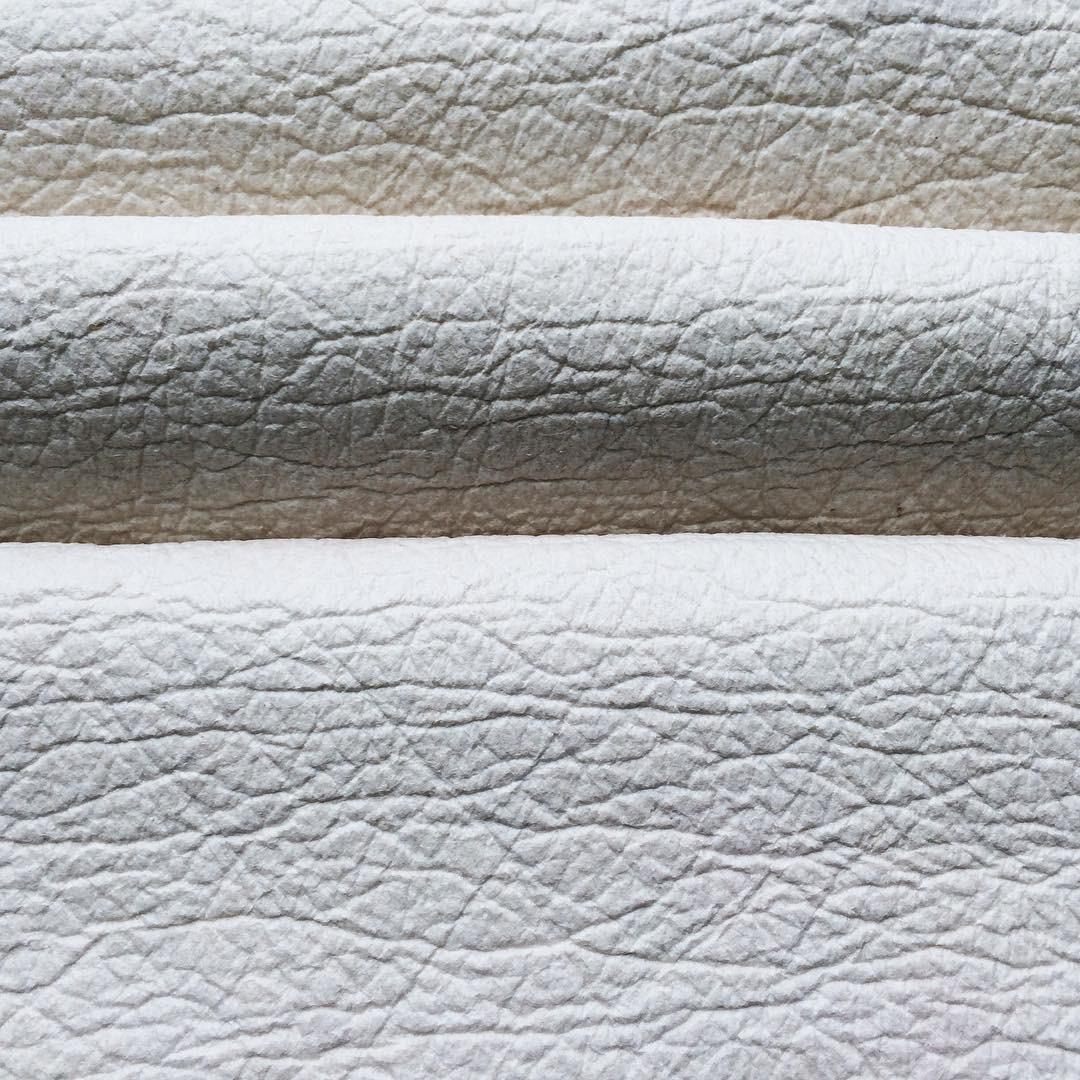
Vzorek piñatexu z roku 2016

Piñatex je obchodní značka koženky z netkané textilie.

## Z historie piñatexu
Na Filipínách se už od pradávna získávala z části ananasových listů textilní vlákna, ze kterých se vyráběla (velmi nákladným způsobem) např. ručně tkaná látka barong na košile ke zvláštním příležitostem.
Na základě poznatků z Filipín vypracovala v 90. letech 20. století Španělka Carmen Hijosa technologii a konstrukci strojního zařízení pro výrobu koženky s použitím ananasových vláken. 
Technologie je chráněná patentem, podle kterého vyrábí piñatex firma Ananas Anam Ltd založená v roce 2013. Na Filipínách se pro ni zhotovuje netkaná textilie, která se pak ve Španělsku zušlechťuje na finální produkt. Ve 2. dekádě 21. století zařazuje do své prodejní kolekce ukázky výrobků z piñatexu většina známých obchodních společností, celkový objem výroby však není známý.

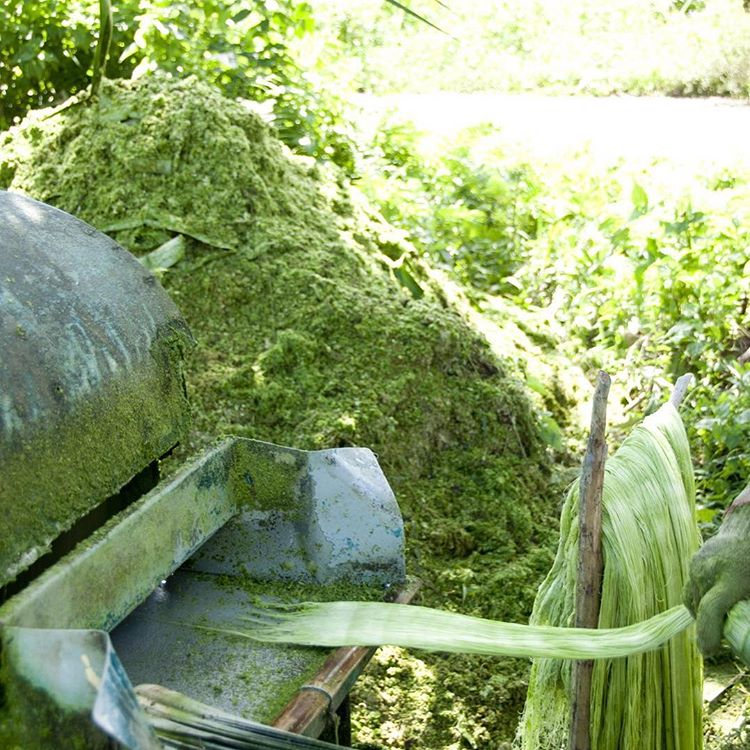
Odkorňování ananasových listů na původním jednoduchém nástroji

## Technologie výroby
Z listů ananasu se extrahují odkorněním celulózová vlákna, která se potom perou, suší a odklíží, čímž se z nich odstraňuje pektin.
Vlákenné chmýří se míchá s polyaktidovou kyselinou a (veřejně neznámým) mechanickým procesem se z nich tvoří netkaná textilie ve formě plstěného rouna. Rouno se kalandruje, povrstvuje polyuretanovou fólií a barví pigmentovými barvivy. Listy ananasu se dosud po sklizni v naprosté většině spalovaly jako nepotřebný odpad. Technologií piñatex se dá vyrobit z vláken 480 listů (asi 16 rostlin) 1 m2 koženky a z odkorněné rostlinné hmoty se dá vyrábět bioplyn.

## Vlastnosti a použití
Hotová koženka sestává např. z 46 % ananasových vláken, 12 % polyaktidu a 42 % polyuretanového nánosu. Hmotnost = 570 g/m2, tloušťka = 2,5 mm.

nebo ve složení: 72 % ananasová vl. 18 % polyaktidová vlákna, 10 % PU nános, hmotnost 340 g/m2, tloušťka = 1,2 mm,

Koženka je odolná proti oděru a vodoodpudivá, povrch je rýhovaný.
Použití: nábytkové potahy, obuvní svršky, kabelky, oděvní doplňky
Ve 2. dekádě 21. století se nabízel 1 m2 piñatexu za cca 25 €.